# Głusk (Lublin)
Głusk – dzielnica Lublina położona na Płaskowyżu Świdnickim nad Czerniejówką (prawy dopływ Bystrzycy), ok. 7 km na południe od centrum Lublina. Dawniej samodzielne miasto; uzyskał lokację miejską w 1688 roku, zdegradowany w 1869 roku.
Dzielnica powstała w wyniku przyłączenia do Lublina 1 stycznia 1989 części obszarów wsi Dominów (146,87 ha) i Głusk (150,30 ha).

## Historia
Założone w 1688 przez Tomasza z Drzewisk Głuskiego, podstolego lubelskiego. Głusk posiadał prawa miejskie w latach 1688–1870 (początkowo jako Głusko). 13 stycznia 1870 r. pozbawiono Głusk praw miejskich. Do 1870 istniała gmina Głusk. W latach 1870–1954 istniała gmina Zemborzyce, której siedzibą był Głusk. W latach 1954–1972 wieś należała i była siedzibą władz gromady Głusk. W Głusku znajduje się barokowy ratusz z przełomu XVII/XVIII wieku (rekonstrukcja w 1934). Są tam też drewniane domy z drugiej połowy XVIII wieku.

## Administracja
1 stycznia 1989 roku miejscowość została włączona do Lublina. W gminie Głusk pozostał szczątkowy obszar zamieszkany przez 6 osób. Mimo że sam Głusk w skład gminy już nie wchodził, siedziba gminy Głusk pozostała w Głusku (formalnie w Lublinie). 1 stycznia 2015 siedziba władz gminy Głusk została przeniesiona do Dominowa. Podobna sytuacja w Polsce jest w gminie Nowosolna – Nowosolna.
Granice dzielnic administracyjnych Głuska określa statut dzielnicy uchwalony 19 lutego 2009. Granice Głuska tworzą: od północy ul. Głuska – ul. Szklarniana, od wschodu i południa granica miasta, a od zachodu Czerniejówka.
Głusk ma powierzchnię 5,7 km². Według stanu na 30 czerwca 2018 na pobyt stały w Głusku było zarejestrowanych 2145 osób.